# Поярков Сергій Володимирович
Сергій Володимирович Поярков (нар. 18 жовтня 1965, м. Остер, Чернігівська область — радянський та український художник, ведучий програми «ПОЯРКОВ NEWS» на телеканалі «Прямий», ведучий відеоблогу.
У жовтні 2019 року Президент України Володимир Зеленський подав судовий позов, звинувачуючи Пояркова у погрозах убивства, здійснених в опублікованих відеозаписах. У січні 2020 року Пояркову повідомили про підозру, запобіжним заходом обрано особисте зобов'язання. Розслідування завершене 27 березня, перше засідання Шевченківського районного суду м. Києва щодо цієї справи заплановане на 30 червня 2020 року.

## Освіта
- 1981 — 1985 Київський художньо-промисловий технікум, відділення художнього оформлення.
- 1987 — 1990 Львівський поліграфічний інститут ім. Івана Федорова, київське відділення, факультет мистецтва книги.
- 1990 — 1995 Українська Академія Мистецтв, факультет графіки, майстерня книжкової графіки, Київ.

## Професійна діяльність
У 1989 — 1991 роках працював у пресі, в тому числі в журналах «Огонек», «Юність», газетах «Собеседник», «Комсомольское знамя» та інш. ілюстрував книги в Київських видавництвах, почав друкуватися за кордоном (Чехословаччина, Швеція, Болгарія).
- 1990 Міжнародний конкурс Л. Рона Габбарда «Ілюстратори майбутнього», головний приз, Лос-Анджелес.
- 1991 — 1992 Працював у США ілюстратором книг. 992 Fandom Directory, Гран-прі.
- 1991 — 1992 Працював у Києві в галузі реклами, книжкової ілюстрації, дизайну.
- 1992 «53th World Con.95 Art Show», Глазго (Велика Британія).
- 1993 — 1994 «54th World Con.96 Art Show», друге місце серед професіоналів і нагорода за найкращу сукупність представлених робіт, Лос-Анджелес (США).
- 1995 The 53rd World Con 95 Glasgow (Велика Британія)
- 1996 «54th World Con.96 Art Show», друге місце серед професіоналів і нагорода за найкращу сукупність представлених робіт, Лос-Анджелес,
- 1997 «55th World Con.97 Art Show», Сан-Антоніо, Техас (США). Всесвітня конвенція «Fantasy» в Лондоні. 2 групові виставки в Саарланд (Німеччина).
- 1998 «56th World Con.98 Art Show», Балтімор (США). «Dragon Con», головний приз «Best in Show», Атланта (США). 1 персональна і 3 групових виставки в Німеччині.
- 1999 Групова виставка в галереї «Плеяди» (Pleiades Gallery) на Бродвеї в Сохо, Нью-Йорк (США). Персональна виставка в галереї «Олімп», Київ. Бієнале графіки, Альзон (Франція). «Dragon Con», Атланта (США). World Comicon, San Diego (США). Fantasy Contest, 4 місце, Нью-Йорк (США). 4 роботи придбані для Jane Voorhees Zimmerii Art Museum, Rutgers, the State University of New Jersey the Norton and Nancy DodgeCollection (США). Персональна виставка в Саарбрюккенской ратуші (Німеччина).
- 2000 MegaCon 2000, Орландо, Флорида (США). Персональна виставка в Національному художньому музеї України, Київ. Персональна виставка в Музеї західного і східного мистецтва, Одеса. Персональна виставка в галереї «Місто N», Київ
- 2001 Почесний гість на DemiCon 12, Дес Мойнес, Айова (США). «The 60th World Con.01 Art Show», Філадельфія (США). Персональна виставка в Київському музеї російського мистецтва. ArtExpo, Нью-Йорк
- 2002 Виставка в Московському Музеї Сучасного Мистецтва

Поярков був ілюстратором творів Л. Рона Габбарда та Гола Клемента. 2002 року номінувався на престижну премію «Локус» та отримав премію «Художники майбутнього».
Станом на 2017 р., Сергій Поярков був помічником-консультантом на громадських засадах народного депутата України Дмитра Яроша.